# Convención Bautista Internacional
La Convención Bautista Internacional (en inglés: International Baptist Convention) es una asociación cristiana evangélica internacional de iglesias bautistas de habla inglesa. Su sede se encuentra en Frankfurt, Alemania. Ella está afiliada a la Alianza Bautista Mundial.

## Historia
La Convención Bautista Internacional tiene su origen en la "Asociación de Bautistas Europeos Continentales" fundada en 1959 por la Iglesia Bautista Immanuel en Wiesbaden y la Iglesia Bautista Internacional Bethel en Frankfurt en Alemania.  El objetivo era ofrecer servicios en inglés para extranjeros. Algunas iglesias de las Islas Británicas se unieron a la Asociación en 1964 y pasó a ser conocida como la Convención Bautista Europea. En 2003, debido a la acogida de iglesias miembros de fuera de Europa, tomó el nombre de "Convención Bautista Internacional". Según un censo de la asociación, en 2023 dijo que tenía 63 iglesias y 5,429 miembros, en 25 países. 